# ۹۹۶۹ بریل
سیارک ۹۹۶۹ (به انگلیسی: 9969 Braille، نامگذاری:1992KD) نه هزار و نهصد و شصت و نهمین سیارک کشف شده‌است که در ۲۷ مه ۱۹۹۲ کشف شد.
قدر مطلق سیارک برابر ۱۵٫۸۰ است.